# Frankrigsgade Kollegiet
Frankrigsgade Kollegiet er et kollegium beliggende på Frankrigsgade på Amager i København. Kollegiet blev opført i 1972 og består af 126 boliger fordelt på 9 etager. Det blev renoveret i 2005. 